# Atletismo nos Jogos Olímpicos de Verão de 1908
Nos Jogos Olímpicos de Verão de 1908, 26 eventos do atletismo foram realizados, todos masculinos.
Cada nação participante contou com um máximo de 12 atletas. No revezamento e nas três milhas, cada país poderia contar com apenas uma equipe. No revezamento quatro atletas competiam de forma alternada, enquanto que nas três milhas cinco atletas por equipe disputavam a prova e, de acordo com as colocações dos três primeiros colocados, pontos eram distribuídos para se determinar o time vencedor.
A competição era restrita para amadores, segundo regras da Amateur Athletic Association, organizador da modalidade em 1908. Outra regra incluía a proibição de um atleta interferir na prova dos demais concorrentes (regra de fundamental importância no resultado final dos 400 metros)

## Eventos

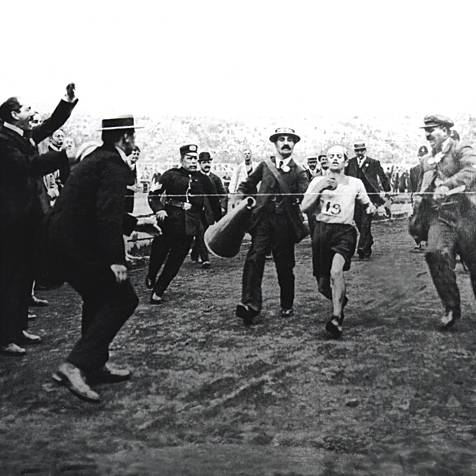
Dorando Pietri ajudado na chegada da maratona.

Os Jogos de 1908 marcaram a estreia da marcha atlética, com dois eventos inaugurais. Duas formas diferentes do lançamento de dardo foram disputadas, com a introdução de um novo elemento no programa. Os 60 metros, prova mais rápida do atletismo, foi excluída dos Jogos. A corrida com obstáculos aumentou de percurso, passando de 2590 para 3200 metros, ao contrário da corrida por equipe que teve o traçado diminuído. Os eventos multidisciplinares como o triatlo e o decatlo foram retirados do programa, assim como o lançamento de peso de 25,4 kg.
Masculino
- 100 metros
- 200 metros
- 400 metros
- 800 metros
- 1500 metros
- 110 metros com barreiras
- 400 metros com barreiras
- 3200 metros com obstáculos
- Revezamento
- 3 milhas por equipe
- 5 milhas
- Maratona
- 3500 m de marcha atlética
- 10 milhas de marcha atlética
- Salto em distância
- Salto triplo
- Salto em altura
- Salto com vara
- Salto em distância sem impulsão
- Salto em altura sem impulsão
- Lançamento de peso
- Lançamento de disco
- Lançamento de martelo
- Lançamento de dardo
- Disco grego
- Dardo livre

### Maratona
A distancia da maratona em 1908 era equivalente a 26 milhas e 385 jardas (42,263 km). 75 competidores de 27 países disputaram a prova, sendo que 27 atletas completaram o percurso.
O marco da prova foi o incidente ocorrido na a parte final. O italiano Dorando Pietri teve enormes dificuldades durante o percurso e chegou a correr certos trechos na contra-mão, porém com mostras de esforço, conseguiu ser o primeiro atleta a entrar no estádio White City, ponto final da prova. Perto de cruzar a linha de chegada, dois oficiais perceberam o enorme esforço com que Pietri se encontrava e ajudaram a completar os últimos metros segurando em seu braço. Após cruzar a linha de chegada, Pietri foi desclassificado e a medalha de ouro ficou com o segundo corredor a cruzar a linha de chegada, o estadunidense Johnny Hayes.

## Medalhistas

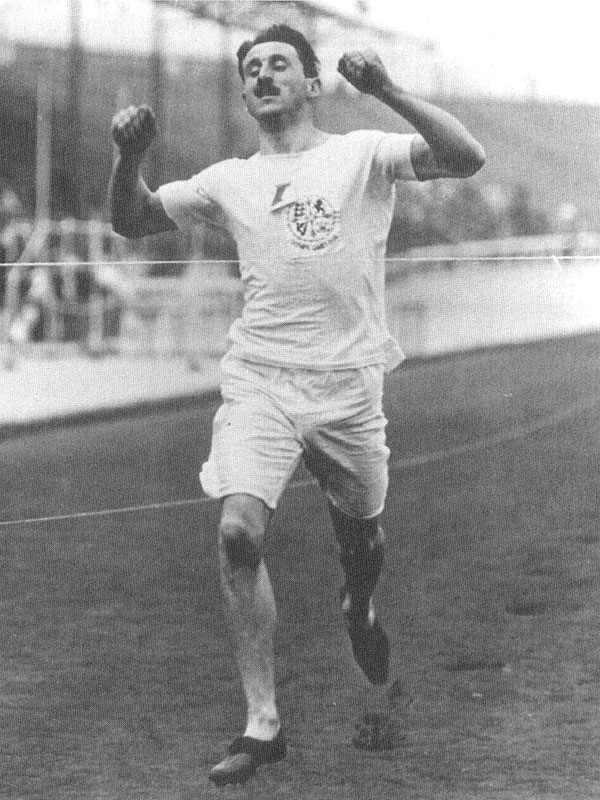
Wyndham Halswelle cruza a linha de chegada dos 400 metros sem rivais.

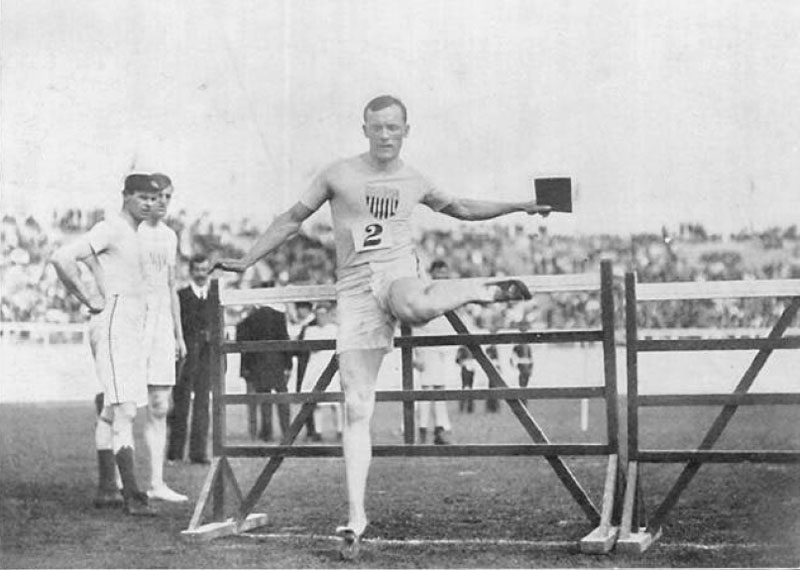
Forrest Smithson quebrou o recorde mundial dos 110 metros c/ barreiras.

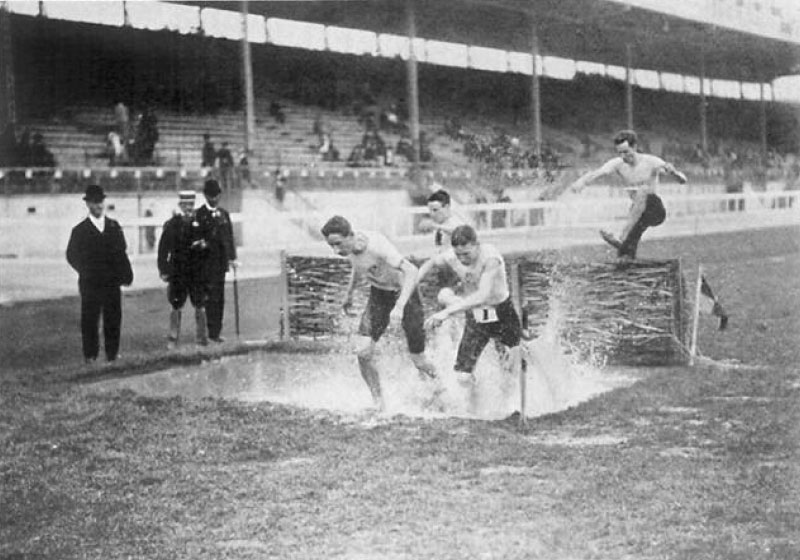
Atletas saltam obstáculo na prova vencida por Arthur Russell.

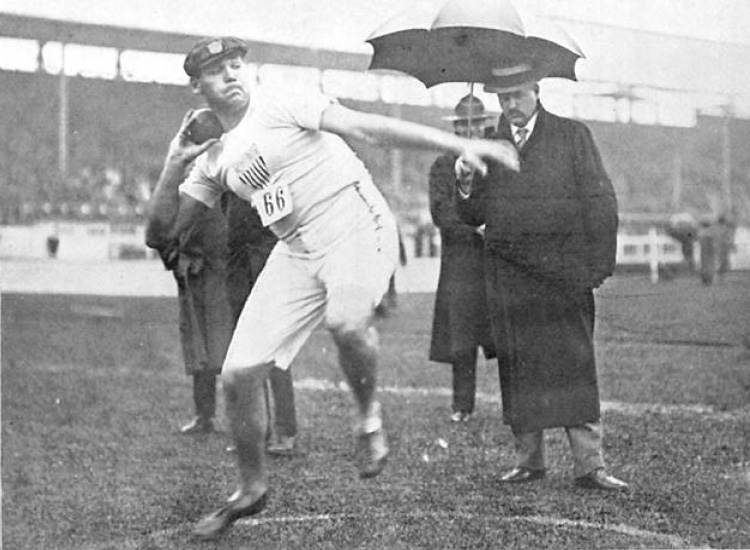
Ralph Rose lança o peso que o ajudou a conquistar a medalha de ouro.

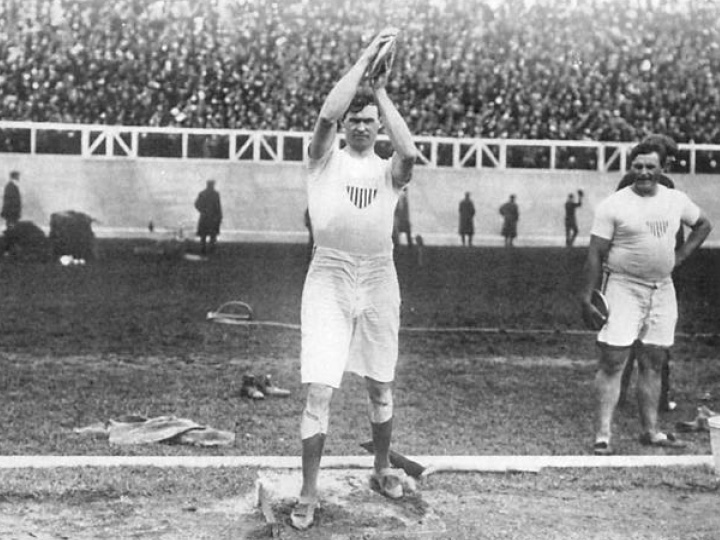
Martin Sheridan conquistou o ouro no lançamento de disco.

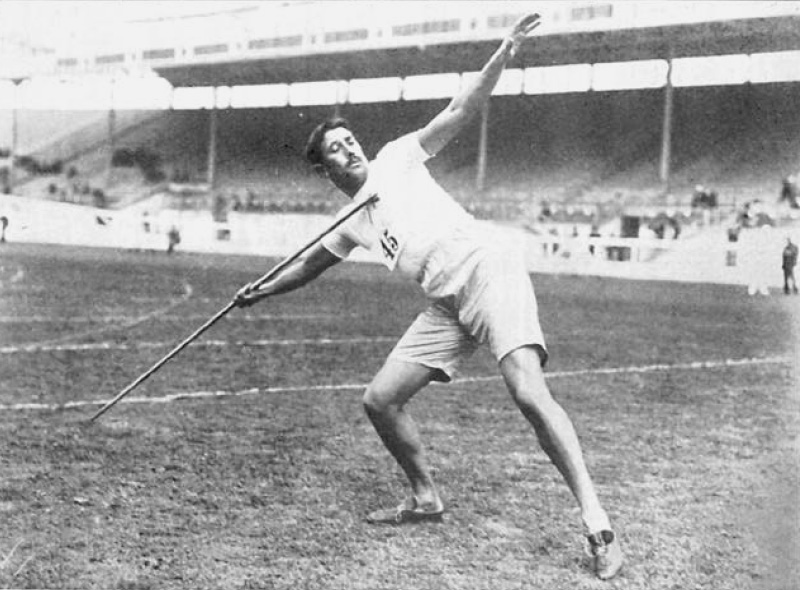
O sueco Eric Lemming, medalhista de ouro no lançamento de dardo.

Masculino
| Evento                                   | Ouro                                                                               | Prata                                                                               | Bronze                                                                                    |
| ---------------------------------------- | ---------------------------------------------------------------------------------- | ----------------------------------------------------------------------------------- | ----------------------------------------------------------------------------------------- |
| 100 metros detalhes                      | Reggie Walker RSA África do Sul                                                    | James Rector USA Estados Unidos                                                     | Bobby Kerr CAN Canadá                                                                     |
| 200 metros detalhes                      | Bobby Kerr CAN Canadá                                                              | Robert Cloughen USA Estados Unidos                                                  | Nathaniel Cartmell USA Estados Unidos                                                     |
| 400 metros detalhes                      | Wyndham Halswelle GBR Grã-Bretanha                                                 | nenhum                                                                              | nenhum                                                                                    |
| 800 metros detalhes                      | Melvin Sheppard USA Estados Unidos                                                 | Emilio Lunghi ITA Itália                                                            | Hanns Braun GER Alemanha                                                                  |
| 1500 metros detalhes                     | Melvin Sheppard USA Estados Unidos                                                 | Harold Wilson GBR Grã-Bretanha                                                      | Norman Hallows GBR Grã-Bretanha                                                           |
| 110 m com barreiras detalhes             | Forrest Smithson USA Estados Unidos                                                | John Garrels USA Estados Unidos                                                     | Arthur Shaw USA Estados Unidos                                                            |
| 400 m com barreiras detalhes             | Charles Bacon USA Estados Unidos                                                   | Harry Hillman USA Estados Unidos                                                    | Leonard Tremeer GBR Grã-Bretanha                                                          |
| 3200 m com obstáculos detalhes           | Arthur Russell GBR Grã-Bretanha                                                    | Archie Robertson GBR Grã-Bretanha                                                   | John Eisele USA Estados Unidos                                                            |
| Revezamento detalhes                     | William Hamilton Nathaniel Cartmell John Taylor Melvin Sheppard USA Estados Unidos | Arthur Hoffmann Hans Eicke Otto Trieloff Hanns Braun GER Alemanha                   | Pál Simon Frigyes Wiesner József Nagy Ödön Bodor HUN Hungria                              |
| 3 milhas por equipe detalhes             | William Coales Joseph Deakin Archie Robertson GBR Grã-Bretanha                     | George Bonhag John Eisele Herbert Trube USA Estados Unidos                          | Joseph Dreher Louis de Fleurac Paul Lizandier FRA França                                  |
| 5 milhas detalhes                        | Emil Voigt GBR Grã-Bretanha                                                        | Edward Owen GBR Grã-Bretanha                                                        | Johan Svanberg SWE Suécia                                                                 |
| Maratona detalhes                        | Johnny Hayes USA Estados Unidos                                                    | Charles Hefferon RSA África do Sul                                                  | Joseph Forshaw USA Estados Unidos                                                         |
| Marcha atlética 3500 metros detalhes     | George Larner GBR Grã-Bretanha                                                     | Ernest Webb GBR Grã-Bretanha                                                        | Harry Kerr ANZ Australásia                                                                |
| Marcha atlética 10 milhas detalhes       | George Larner GBR Grã-Bretanha                                                     | Ernest Webb GBR Grã-Bretanha                                                        | Edward Spencer GBR Grã-Bretanha                                                           |
| Salto em altura detalhes                 | Harry Porter USA Estados Unidos                                                    | Georges André FRA França Cornelius Leahy GBR Grã-Bretanha István Somodi HUN Hungria | nenhum                                                                                    |
| Salto com vara detalhes                  | Edward Cook USA Estados Unidos Alfred Gilbert USA Estados Unidos                   | nenhum                                                                              | Edward Archibald CAN Canadá Charles Jacobs USA Estados Unidos Bruno Söderström SWE Suécia |
| Salto em distância detalhes              | Frank Irons USA Estados Unidos                                                     | Daniel Kelly USA Estados Unidos                                                     | Calvin Bricker CAN Canadá                                                                 |
| Salto triplo detalhes                    | Timothy Ahearne GBR Grã-Bretanha                                                   | John Garfield MacDonald CAN Canadá                                                  | Edvard Larsen NOR Noruega                                                                 |
| Salto em altura sem impulsão detalhes    | Ray Ewry USA Estados Unidos                                                        | John Biller USA Estados Unidos Konstantinos Tsiklitiras GRE Grécia                  | nenhum                                                                                    |
| Salto em distância sem impulsão detalhes | Ray Ewry USA Estados Unidos                                                        | Konstantinos Tsiklitiras GRE Grécia                                                 | Martin Sheridan USA Estados Unidos                                                        |
| Arremesso de peso detalhes               | Ralph Rose USA Estados Unidos                                                      | Denis Horgan GBR Grã-Bretanha                                                       | John Garrels USA Estados Unidos                                                           |
| Lançamento de dardo detalhes             | Eric Lemming SWE Suécia                                                            | Arne Halse NOR Noruega                                                              | Otto Nilsson SWE Suécia                                                                   |
| Lançamento de disco detalhes             | Martin Sheridan USA Estados Unidos                                                 | Merritt Giffin USA Estados Unidos                                                   | Marquis Horr USA Estados Unidos                                                           |
| Lançamento de martelo detalhes           | John Jesus Flanagan USA Estados Unidos                                             | Matt McGrath USA Estados Unidos                                                     | Con Walsh CAN Canadá                                                                      |
| Disco grego detalhes                     | Martin Sheridan USA Estados Unidos                                                 | Marquis Horr USA Estados Unidos                                                     | Verner Järvinen FIN Finlândia                                                             |
| Dardo livre detalhes                     | Eric Lemming SWE Suécia                                                            | Michalis Dorizas GRE Grécia                                                         | Arne Halse NOR Noruega                                                                    |

## Quadro de medalhas

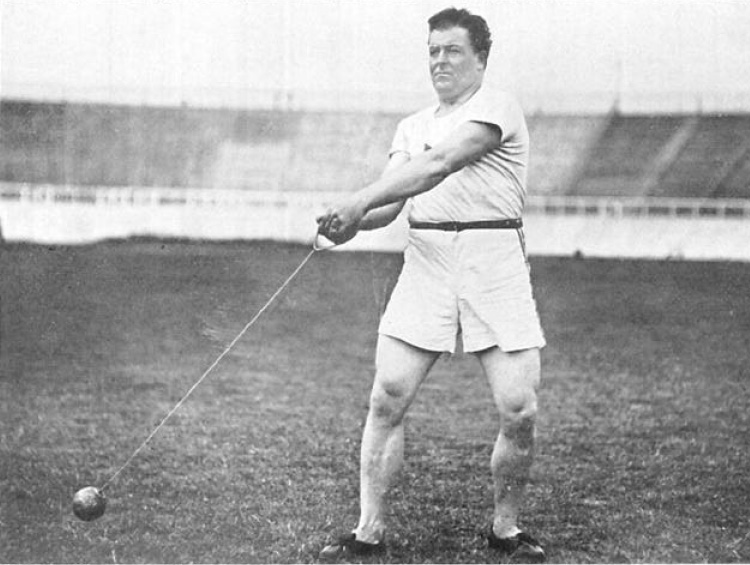
O estadunidense John Jesus Flanagan em movimento para lançar o martelo na prova em que conquistou o ouro.

| Ordem | País               | Medalha de ouro | Medalha de prata | Medalha de bronze |    |
| ----- | ------------------ | --------------- | ---------------- | ----------------- | -- |
| 1     | USA Estados Unidos | 16              | 10               | 8                 | 34 |
| 2     | GBR Grã-Bretanha   | 7               | 7                | 3                 | 17 |
| 3     | SWE Suécia         | 2               |                  | 3                 | 5  |
| 4     | CAN Canadá         | 1               | 1                | 4                 | 6  |
| 5     | RSA África do Sul  | 1               | 1                |                   | 2  |
| 6     | GRE Grécia         |                 | 3                |                   | 3  |
| 7     | NOR Noruega        |                 | 1                | 2                 | 3  |
| 8     | GER Alemanha       |                 | 1                | 1                 | 2  |
| 8     | FRA França         |                 | 1                | 1                 | 2  |
| 8     | HUN Hungria        |                 | 1                | 1                 | 2  |
| 11    | ITA Itália         |                 | 1                |                   | 1  |
| 12    | ANZ Australásia    |                 |                  | 1                 | 1  |
| 12    | FIN Finlândia      |                 |                  | 1                 | 1  |
| TOTAL | TOTAL              | 27              | 27               | 25                | 79 |